# Waverly (Dakota del Sur)
Waverly es un lugar designado por el censo ubicado en el condado de Codington en el estado estadounidense de Dakota del Sur. En el Censo de 2010 tenía una población de 37 habitantes y una densidad poblacional de 14,03 personas por km².

## Geografía
Waverly se encuentra ubicado en las coordenadas 44°59′55″N 96°58′27″O / 44.99861, -96.97417. Según la Oficina del Censo de los Estados Unidos, Waverly tiene una superficie total de 2.64 km², de la cual 2.64 km² corresponden a tierra firme y (0%) 0 km² es agua.

## Demografía
Según el censo de 2010, había 37 personas residiendo en Waverly. La densidad de población era de 14,03 hab./km². De los 37 habitantes, Waverly estaba compuesto por el 97.3% blancos, el 0% eran afroamericanos, el 0% eran amerindios, el 0% eran asiáticos, el 0% eran isleños del Pacífico, el 2.7% eran de otras razas y el 0% pertenecían a dos o más razas. Del total de la población el 2.7% eran hispanos o latinos de cualquier raza.